# Dernier Patard
Dernier Patard is een gehucht in Baisy-Thy, deelgemeente van de stad Genepiën in de Belgische provincie Waals-Brabant.
Het ligt bijna een kilometer ten zuidwesten van het dorpscentrum van Baisy, nabij de grens met Loupoigne. Ten zuidwesten sluit het gehucht aan op het gehucht Banterlez. Een halve kilometer ten oosten ligt het gehucht Chênemont.

## Geschiedenis
De naam Dernier Patard verwijst naar de "patard" of stuiver, een oude munt. Op deze plaats zou zich ooit de laatste tolbareel bevonden hebben op de steenweg van Brussel naar Charleroi, dus de plaats waar men zijn laatste patard (stuiver) moest betalen.
Op de Ferrariskaart uit de jaren 1770 wordt hier het gehucht Le Dernier Patard weergegeven, langs de steenweg van Brussel naar Charleroi (Chaussée de Bruxelles à Namur et Charleroij).
In 1839 werd een windmolen opgetrokken in het gehucht, maar in 1887 werd deze weer gesloopt.
Om het verkeer van de steenweg uit het gehucht te houden, werd op het eind van de 20ste eeuw de N5 oostelijk langs het gehucht geleid.

## Verkeer en vervoer
Dernier Patard ligt aan de N5, de weg van Brussel naar Charleroi. Het oude tracé (N5a) loopt nog door het gehucht; voor het doorgaande verkeer wordt de N5 ten oosten van het gehucht geleid.
Deelgemeenten: Baisy-Thy · Bousval · Genepiën · Glabais · Houtain-le-Val · Loupoigne · Oud-Genepiën · Ways

Overige plaatsen: La Bruyère · Bruyère Madame · Baisy · Basse-Laloux · Le Chantelet· Chênemont · Dernier Patard · La Falise · Ferrières · Les Flamandes · Fonteny · Foriest · Fosty · Hattain · Houtain-le-Mont · La Hutte · La Motte  · Loncée · Maison du Roi · Noirhat · Pallandt · Promelles · Quatre Bras · Ry-d'Hez · Sclage · Thy · Trou-du-Bois · Vieux Manants · Wanroux

Belgische gemeenten · Arrondissement Nijvel · Waals-Brabant · Wallonië